# Vickie, el víking
Vickie, el víking és una sèrie de set llibres de literatura infantil de l'escriptor suec Runer Jonsson (1916-2006), que va obtenir el Premi del llibre de joventut alemany l'any 1965. A partir d'aquesta sèrie van realitzar-se les peces radiofòniques i la sèrie de televisió de l'estudi Zuiyo Enterprise Company, rebatejat més tard com a Nippon Animation.
El 2009 es va realitzar una adaptació cinematogràfica.

## Literatura primària
- Runer Jonsson: Vickie i els homes forts. Múnic: Herald 1964
- Runer Jonsson: Vickie i les espases blaves. Múnic: Herald. 1966.
- Runer Jonsson: Vickie i els grans dracs. Múnic: Herald. 1967.
- Runer Jonsson: Vickie i els pellroja Ravensburg: Ravensburger Buchvlg. 1984. ISBN 3473387762
- Runer Jonsson: Vickie i el cavall de fusta. Ravensburg: Ravensburger Buchvlg. 1984 ISBN 3473387916
- Runer Jonsson: Vickie i la ciutat dels tirans. Ravensburg: Ravensburger Buchvlg. 1984 ISBN 347338822X
- Runer Jonsson / Christoph Schöne: Vickie i els homes forts. Hamburg: Ellermann de 2005 ISBN 3-7707-2850-5
- Runer Jonsson / Christoph Schöne: Vickie en un llarg viatge Hamburg: Ellermann de 2006 ISBN 3-7707-2851-3
- Runer Jonsson / Christoph Schöne: Vickie i el vaixell del drac. Hamburg: Ellermann de 2007 ISBN 3-7707-2857-2
- Runer Jonsson / Christoph Schöne: Vickie, el descobridor. Hamburg: Ellermann 2008 ISBN 3-7707-2853-X
- Runer Jonsson / Christoph Schöne: Vickie i els homes de gris. Hamburg: Ellermann de 2009 ISBN 3-7707-2854-8

## Literatura secundària
- Ina Kurth/Joachim Schmaeck: Wickie und der dänische Zoll. Arbeiten mit Anteilen und Prozenten. Appelhülsen/Mülheim: Verlag "Die Schulpraxis". 1990. ISBN 3-927279-64-1
- Susanne Pauser/Wolfgang Ritschl: Wickie, Slime und Paiper. Wien: Böhlau. 1999. ISBN 3-205-98989-9
- Wickie und die starken Männer, Kinderkochbuch. Frechen: Schwager & Steinlein. 2001. ISBN 3-89600-450-6
- Wickie und die starken Männer - Pop-Up Masken Spielbuch. Frechen: Schwager & Steinlein. 2003. ISBN 3-89600-554-5
- Wickie und die starken Männer - Geschichtenbuch. Fränkisch-Crumbach: Verlag EDITION XXL. 2003. ISBN 3-89736-417-4
- Wickie - Stanzpappe Buch Fränkisch-Crumbach: Verlag EDITION XXL. 2004. ISBN 3-89736-652-5